# Slow Down Baby
Slow Down Baby is de vierde single van het album Back to Basics (2006) van de Amerikaanse zangeres Christina Aguilera. De single werd op 30 juli 2007 uitgebracht in Australië.
Het nummer behaalde zonder enige promotie de iTunes-top 80. In Australië behaalde dit nummer de nummer 1 van meest gevraagde nummers op de radio. Nadat de single was uitgebracht, kwam de single uiteindelijk op nummer 21 in de Australische Singles chart.
Studioalbums: Christina Aguilera · Stripped · Back to Basics · Bionic

Andere albums: Mi Reflejo · My kind of Christmas · Just Be Free · Keeps Gettin' Better: A Decade of Hits

Singles (in Nederland): "Genie in a Bottle" · "What a Girl Wants" · "I Turn to You" · "Come On Over Baby (All I Want Is You)" · "Nobody Wants to Be Lonely" · "Lady Marmalade" · "Dirrty" · "Beautiful" · "Fighter" · "Can't Hold Us Down" · "The Voice Within" · "Car Wash" · "Tilt Ya Head Back" · "Ain't No Other Man" · "Hurt" · "Tell Me" · "Candyman" · "Oh Mother" · "Keeps Gettin' Better"

Zie ook: Discografie · RCA Records